# Dare U
«Dare U» (en español: «Atrévete») es una canción del rapero estadounidense NLE Choppa y la banda de pop rock Imagine Dragons. Fue lanzada como sencillo de forma sorpresiva el 16 de enero de 2025 por medio de Warner Records, marcando la primera colaboración entre ambos artistas. Fue escrita por los intérpretes, el productor Johnny Goldstein y los compositores Pablo Bowman y Corey Lindsay-Keay.

## Composición
Escrita por ambos intérpretes junto a los compositores Pablo Bowman y Corey Marlon Lindsay-Keay, y la producción de Johnny Goldstein, «Dare U» es un grito de batalla para los audaces, fusionando la energía a gran escala de Imagine Dragons con la inconfundible actitud de NLE Choppa. Impulsada por líneas de bajo sísmicas, fuertes palmadas y un coro con influencias gospel, la canción se eleva con un estribillo del líder de Imagine Dragons, Dan Reynolds: "Dare u, dare u, say it to my face". Choppa responde al momento con barras afiladas, declarando: "They hating on me, but it made me go harder". El resultado es un himno que trasciende géneros, celebrando la resiliencia y la confianza sin complejos.
NLE Choppa, intérprete principal de la canción, declaró por medio de la página web Broadway World su entusiasmo por trabajar con la agrupación:

«Imagine Dragons es legendario. Colaborar con ellos es un sueño hecho realidad. Sacaron a relucir una faceta diferente de mí, y juntos hemos creado algo realmente especial.»

## Lista de canciones
| Dare U: Descarga digital |          |                            |          |  |
| N.º                      | Título   | Artista(s)                 | Duración |  |
| 1.                       | «Dare U» | NLE Choppa Imagine Dragons | 2:21     |  |

## Créditos
Adaptados de Apple Music.
Dare U
- Interpretado por NLE Choppa e Imagine Dragons.
- Escrito por Bryson Potts, Dan Reynolds, Wayne Sermon, Ben McKee, Pablo Bowman, Corey Marlon Lindsay-Keay y Yonatan Goldstein.
- Producido por Johnny Goldsten.
- Grabado por Aaron Mattes.
- Mezclado por Manny Marroquin.
- Masterizado por Zach Pereyra.

NLE Choppa: Voz
Imagine Dragons:
- Dan Reynolds: Voz, coros.

Músicos adicionales
- Pablo Bowman: Voces de fondo
- Believve: Voces de fondo

## Historial de lanzamiento
| Región        | Fecha               | Formato                    | Discográfica   |
| ------------- | ------------------- | -------------------------- | -------------- |
| Todo el Mundo | 16 de enero de 2025 | Descarga digital Streaming | Warner Records |